# Mondtor

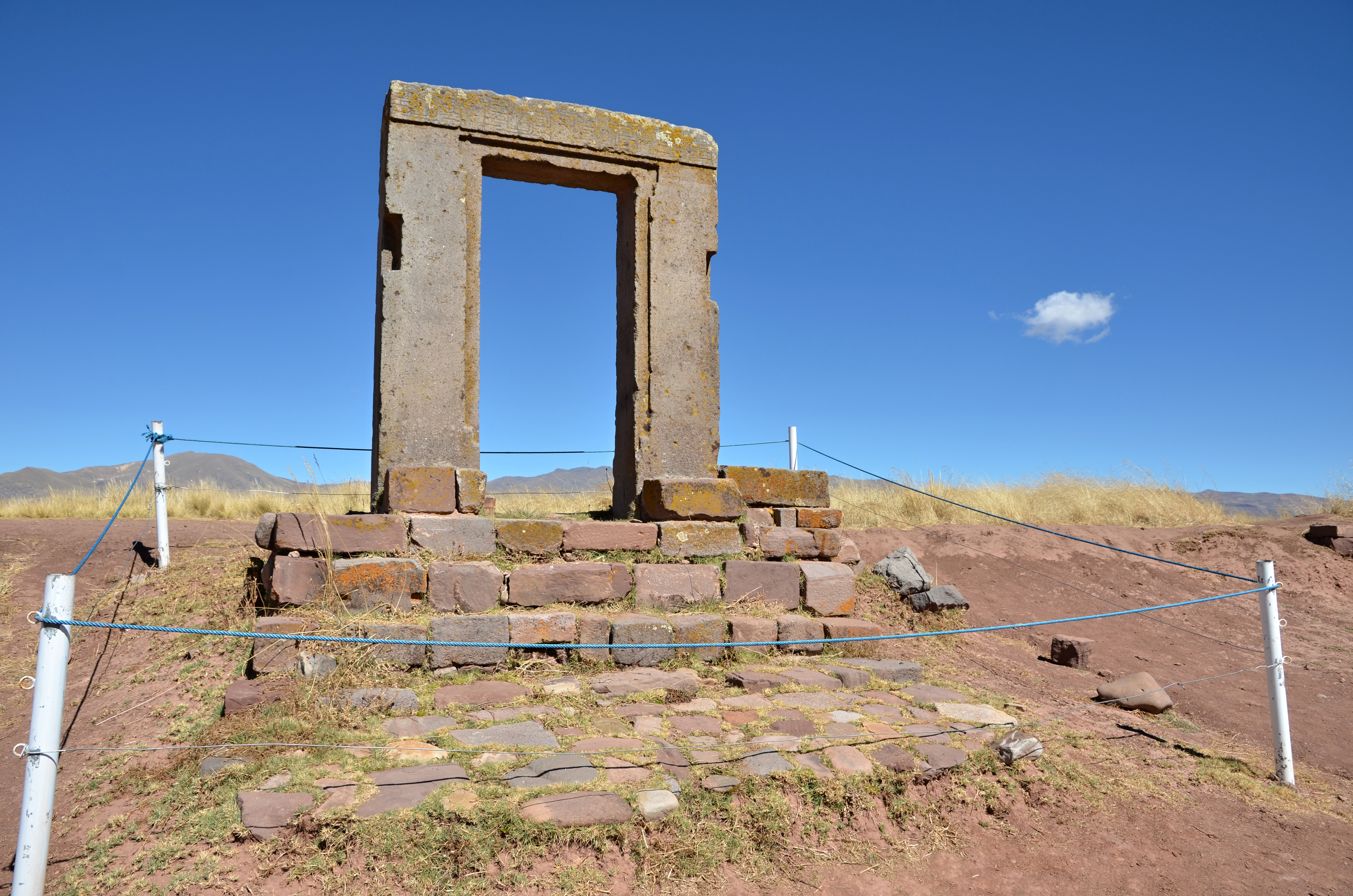
Das sogenannte „Mondtor“

Das Mondtor (der eigentliche Name dieses Tores ist nicht überliefert) ist eines der zahlreichen in der Ruinenstätte Tiwanaku gefundenen Tore. Tiwanaku liegt knapp 4000 Meter über dem Meeresspiegel in der Hochebene des Altiplano in Bolivien nahe dem Titicacasee. Möglicherweise stellt das Mondtor einen späteren Versuch dar, das nahezu makellos gefertigte Sonnentor von Tiwanaku zu imitieren. Es steht auf einem Hügel nördlich von Kerikala.

## Lage
Das Mondtor steht auf einem Hügel nördlich von Kerikala (ein Areal von Tiwanaku) nahe dem weniger erforschten Gebiet namens Lakakollu.

## Beschreibung

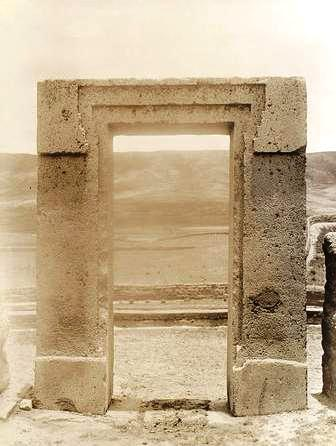
Historische Fotografie um 1900. Zu sehen sind die typischen verschachtelten Strukturen der Tore von Tiwanaku; die Rückseite zeigt wie alle Tore von Tiwanaku keine Ikonografie

Das Mondtor passt nicht zu den Designs der anderen bei Tiwanaku gefundenen Tore, insbesondere nicht zum Design des Akapana-Tors, des Sonnentors oder der Pumapunku-Tore I–III. Es hat keine Stufe, dafür aber eine einfache Zierleiste. Es besteht bei diesem Tor kein Hinweis auf Nischen jeglicher Art. Im Gegensatz zum Sonnentor besitzt es keine „rechteckigen Taschen“, die T-förmige Krampenfassungen beherbergen. Die Architekturhistoriker Jean-Pierre Protzen und Stella Nair weisen darauf hin, dass dies nahelegt, dass dieses Tor nicht mit anderen Steinblöcken verbunden wurde. Die Zierleiste besitzt ein Mäanderfries beziehungsweise „Wellenband“. Dieses „Wellenband“ weist eine Ikonografie auf, die nahezu vollständig mit der des Sonnentors übereinstimmt (der einzige Unterschied ist, dass das „Wellenband“  bei jeder Wendung statt Vogelköpfen Köpfe mit „auslaufendem Mund“ zeigt). Nach Jean-Pierre Protzen und Stella Nair sind die Figuren und Ornamente weit davon entfernt, präzise zu sein; horizontale Linien seien ungenau und unregelmäßig. In seiner Gesamtheit weist das Mondtor nicht die Perfektion auf, die man bei den Andesitblöcken von Pumapunku feststellt. Da sich die Gestaltung des Mondtores von den anderen Tiwanaku-Toren unterscheidet und in der Ausführung weniger perfekt ist, sei es nach Stella Nair und Jean-Pierre Protzen möglich, dass es einen späteren Versuch darstellt, die anderen Tore von Tiwanaku zu imitieren.

## Kuriosität
Die Architekturhistoriker Jean-Pierre Protzen und Stella Nair weisen darauf hin, dass die Türöffnung unten schmaler als oben ist. Diesen Umstand bezeichnen sie als „kurios“.

## Galerie

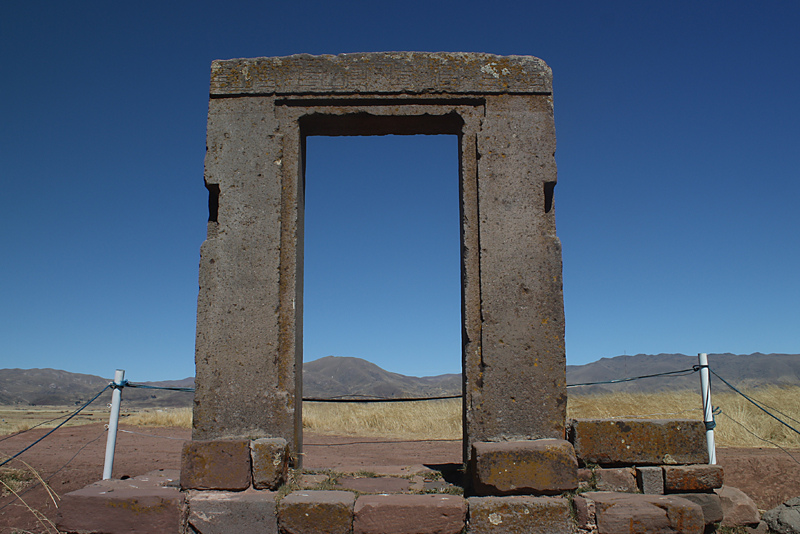
Frontalansicht mit „Wellenband“
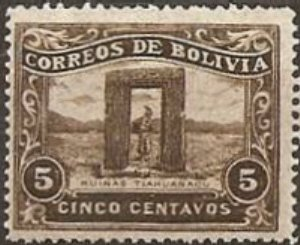
Briefmarke aus dem Jahr 1914 mit dem Mondtor als Motiv